# Halowe Mistrzostwa Europy w Lekkoatletyce 1977 – pchnięcie kulą mężczyzn
Pchnięcie kulą mężczyzn – jedna z konkurencji technicznych rozgrywanych podczas halowych lekkoatletycznych mistrzostw Europy w hali Velódromo de Anoeta w San Sebastián. Rozegrano od razu finał 13 marca 1977. Zwyciężył reprezentant Islandii Hreinn Halldórsson. Tytułu zdobytego na poprzednich mistrzostwach nie obronił Geoff Capes z Wielkiej Brytanii, który tym razem wywalczył srebrny medal.

## Rezultaty
Rozegrano od razu finał, w którym wzięło udział 12 miotaczy.

Opracowano na podstawie materiału źródłowego.
| Poz. | Zawodnik           | Reprezentacja   | Próby | Próby | Próby | Próby | Próby | Próby | Wynik |
| Poz. | Zawodnik           | Reprezentacja   | 1     | 2     | 3     | 4     | 5     | 6     | Wynik |
| ---- | ------------------ | --------------- | ----- | ----- | ----- | ----- | ----- | ----- | ----- |
| 01 ! | Hreinn Halldórsson | Islandia        | 20,59 | 19,09 | 19,98 | 18,72 | x     | 20,27 | 20,59 |
| 02 ! | Geoff Capes        | Wielka Brytania | 19,98 | 20,46 | x     | x     | 20,30 | 20,00 | 20,46 |
| 03 ! | Władysław Komar    | Polska          | 18,93 | x     | 19,49 | x     | x     | 20,17 | 20,17 |
| 4.   | Reijo Ståhlberg    | Finlandia       | 19,79 | x     | x     | 19,31 | x     | 19,83 | 19,83 |
| 5.   | Jewgienij Mironow  | ZSRR            | 19,11 | x     | x     | x     | 19,57 | 19,26 | 19,57 |
| 6.   | Ralf Reichenbach   | RFN             | 19,19 | 19,43 | x     | x     | x     | x     | 19,43 |
| 7.   | Aleksandr Nosenko  | ZSRR            | 18,98 | 18,68 | x     | x     | 18,80 | 19,00 | 19,00 |
| 8.   | Gerd Steines       | RFN             | 18,23 | 18,98 | x     | x     | x     | 18,32 | 18,98 |
| 9.   | Marco Montelatici  | Włochy          | x     | 18,15 | 18,62 |       |       |       | 18,62 |
| 10.  | Markku Tuokko      | Finlandia       | 17,93 | 18,20 | 18,53 |       |       |       | 18,53 |
| 11.  | Mike Winch         | Wielka Brytania | 18,41 | 18,39 | x     |       |       |       | 18,41 |
| 12.  | Nikoła Christow    | Bułgaria        | 18,37 | 18,22 | 18,31 |       |       |       | 18,37 |